# Ourapteryx nomurai
Ourapteryx nomurai är en fjärilsart som beskrevs av Inoue 1946. Ourapteryx nomurai ingår i släktet Ourapteryx och familjen mätare. Inga underarter finns listade i Catalogue of Life.